# Spis spraw w kancelaryjnym systemie tradycyjnym

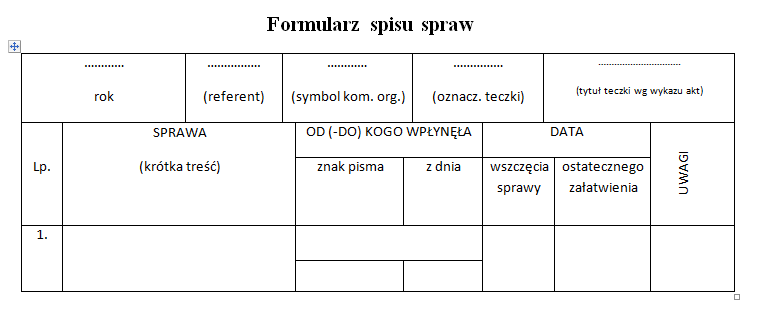
zał. 1

Spis spraw w systemie tradycyjnym – formularz (zał. 1), którego postać może być papierowa albo elektroniczna do rejestrowania spraw w obrębie klasy z wykazu akt w roku kalendarzowym w danej komórce merytorycznej. Może być utworzony przy pomocy narzędzi informatycznych takich jak: plik arkusza kalkulacyjnego, baza danych, edytor tekstu itp.
Zgodnie z § 53 Rozporządzenia Prezesa Rady Ministrów z dnia 18 stycznia 2011 r. w sprawie instrukcji kancelaryjnej (Instrukcja kancelaryjna), jednolitych rzeczowych wykazów akt oraz instrukcji w sprawie organizacji i zakresu działania archiwów zakładowych (Dz. U. z dnia 20 stycznia 2011 r.) spis spraw w systemie tradycyjnym powinien zawierać następujące dane:
1. Odnośnie do całego spisu:

- - oznaczenie roku, w którym zostały założone sprawy znajdujące się w spisie,
  - oznaczenie komórki organizacyjnej,
  - symbol klasyfikacyjny z wykazu akt,
  - hasło klasyfikacyjne z wykazu akt,

1. W odniesieniu do każdej sprawy w spisie:

- - liczba porządkową,
  - tytuł stanowiący zwięzłe odniesienie się do treści sprawy,
  - nazwę podmiotu, od którego sprawa wpłynęła, jeżeli nie jest to sprawa własna,
  - znak pisma wszczynającego sprawę, jeżeli nie jest to sprawa własna,
  - datę wszczęcia sprawy,
  - datę ostatecznego załatwienia sprawy,
  - uwagi zawierające oznaczenie prowadzącego sprawę oraz ewentualne informacje dotyczące sposobu załatwienia sprawy.

W systemie tradycyjnym w każdym roku kalendarzowym zakłada się nowy spis spraw, który wkłada się do właściwych teczek aktowych. Dopuszcza się w sytuacji znikomej, w której zgodnie z § 53 pkt. 4 liczby spraw założonych w ciągu roku dla danej klasy końcowej w wykazie akt prowadzenie teczek aktowych przez okres dłuższy niż jeden rok. W takim przypadku zakłada się dla każdego roku odrębny spis spraw.